# My Kind of World (musikalbum)
My Kind of World är ett musikalbum från 2003 med Miriam Aïda.

## Låtlista
1. Big City (Marvin Jenkins) – 4:52
2. I Was Doing All Right (George Gershwin/Ira Gershwin) – 4:24
3. Intro / If I Had You (Ted Shapiro/James Campbell/Reginald Connelly) – 1:18
4. If I Had You (Ted Shapiro/James Campbell/Reginald Connelly) – 6:04
5. No More (Jon Hendricks/Hubert Laws) – 3:01
6. What a Difference a Day Made (María Grever/Stanley Adams) – 3:31
7. To Say Goodbye (Edu Lobo/Lani Hall) – 3:18
8. My Kind of World (Jimmy Woode) – 3:23
9. Thou Swell (Richard Rodgers/Lorenz Hart) – 3:25
10. With You I'm Born Again (Carol Connors/David Shire) – 2:38
11. Yesterdays (Jerome Kern/Otto Harbach) – 4:48
12. Remember (Irving Berlin) – 4:01
13. What a Little Moonlight Can Do (Harry Woods) – 3:18

## Medverkande
- Miriam Aïda – sång
- Fredrik Kronkvist – saxofon, flöjt
- Mårten Lundgren – trumpet
- Elias Källvik – gitarr
- Mats Andersson – gitarr
- Daniel Tilling – piano
- Martin Sjöstedt – bas
- Måns Block – congas
- Lars Källfelt – trummor